# Милетич, Пэт
Па́трик Джей Миле́тич (англ. Patrick Jay Miletich; род. 9 марта 1966, Давенпорт) — американский боец смешанного стиля, представитель полусредней весовой категории. Выступал на профессиональном уровне в период 1995—2008 годов, известен прежде всего по участию в турнирах бойцовской организации UFC, где владел титулом чемпиона в полусреднем весе. Член Зала славы UFC. Также известен как тренер и владелец бойцовского клуба Miletich Fighting Systems, телекомментатор.

## Биография
Патрик родился 9 марта 1966 года в городе Давенпорт штата Айова, США. Его родители являются хорватскими эмигрантами, в семье Патрик был младшим из пятерых детей. В США написание их фамилии было, в соответствии с английской фонетикой, изменено с Miletić на Miletich.
Во время учёбы в старшей школе в Беттендорфе играл в футбол, занимался борьбой — тренировался вместе с другим известным в будущем бойцом Марком Керром. Имел определённые успехи в любительском спорте, однако когда у его матери начались проблемы с сердцем, решил бросить учёбу и вернулся домой. По собственным воспоминаниям, он начал участвовать в «боях без правил» в первую очередь из-за того, чтобы иметь возможность оплачивать счета матери.
Серьёзно заниматься ММА начал в возрасте 26 лет в зале Tarpein’s Dojo под руководством Ника Тарпейна, у которого обучился основам карате и познакомился с бразильским джиу-джитсу. Благодаря солидному борцовскому прошлому освоение техник БЖЖ далось ему довольно легко.

### Начало профессиональной карьеры
Дебютировал в смешанных единоборствах на профессиональном уровне в октябре 1995 года на турнире Battle of the Masters в Чикаго, где за один вечер победил всех троих предложенных ему соперников. Позже выиграл ещё один турнир-восьмёрку Battle of the Masters, отметился победами на турнирах ещё нескольких небольших промоушенов — в общей сложности в течение полутора лет одержал 15 побед, не потерпев при этом ни одного поражения.
Первое в профессиональной карьере поражение потерпел в марте 1997 года на турнире Extreme Fighting, техническим нокаутом от Мэтта Хьюма. В этот период он довольно много выступал на турнирах Extreme Challenge, в частности дважды встречался здесь с Крисом Бреннаном: в первом случае была зафиксирована ничья решением большинства судей, во втором случае судьи единогласно отдали победу Милетичу.

### Ultimate Fighting Championship
Имея в послужном списке 17 побед и только одно поражение, Пэт Милетич привлёк к себе внимание крупнейшей американской бойцовской организации Ultimate Fighting Championship и в марте 1998 года дебютировал в рамках турнира UFC 16 среди бойцов полусредней весовой категории. На стадии полуфиналов с раздельным судейским решением прошёл призёра Олимпийских игр по вольной борьбе Таунсенда Сондерса, тогда как в решающем финальном поединке с помощью удушающего приёма принудил к сдаче Криса Бреннана.
Спустя несколько месяцев на турнире в Бразилии раздельным решением победил Майки Бёрнетта и тем самым завоевал введённый титул чемпиона UFC в полусреднем весе. Впоследствии сумел четыре раза защитить полученный чемпионский пояс, взяв верх над такими бойцами как Жоржи Патину, Андре Педермейрас, Джон Алессио и Кэнъити Ямамото. Потерял титул только в мае 2001 года, оказавшись в нокауте в бою с канадским претендентом Карлосом Ньютоном.
В июне 2001 года нокаутировал Шоуни Картера.
Милетич хотел вновь стать чемпионом UFC и, поскольку в полусреднем весе титул уже забрал его тренировочный партнёр Мэтт Хьюз, решил подняться в среднюю весовую категорию. Тем не менее, попасть в список претендентов на пояс ему так и не удалось — в марте 2002 года последовало поражение техническим нокаутом от Мэтта Линдлэнда, после которого боец решил взять перерыв в своей профессиональной карьере, чтобы залечить некоторые накопившиеся хронические травмы.

### Возвращение в ММА
Вернулся в бои в сентябре 2006 года ради встречи со знаменитым мастером БЖЖ Рензу Грейси на турнире International Fight League. Уже в первом раунде Милетич попался в «гильотину» и вынужден был сигнализировать о сдаче. По окончании поединка боец пожаловался на возобновившуюся травму шеи и вновь надолго покинул ММА.
Последний раз выступал на профессиональном уровне в декабре 2008 года на турнире Adrenaline MMA 2, где во втором раунде нокаутировал Томаса Денни.
6 июля 2014 года был включён в Зал славы UFC.

### Тренерская деятельность
Милетич разработал собственную систему рукопашного боя, с которой в течение 15 лет участвовал в программах подготовки американских военнослужащих.

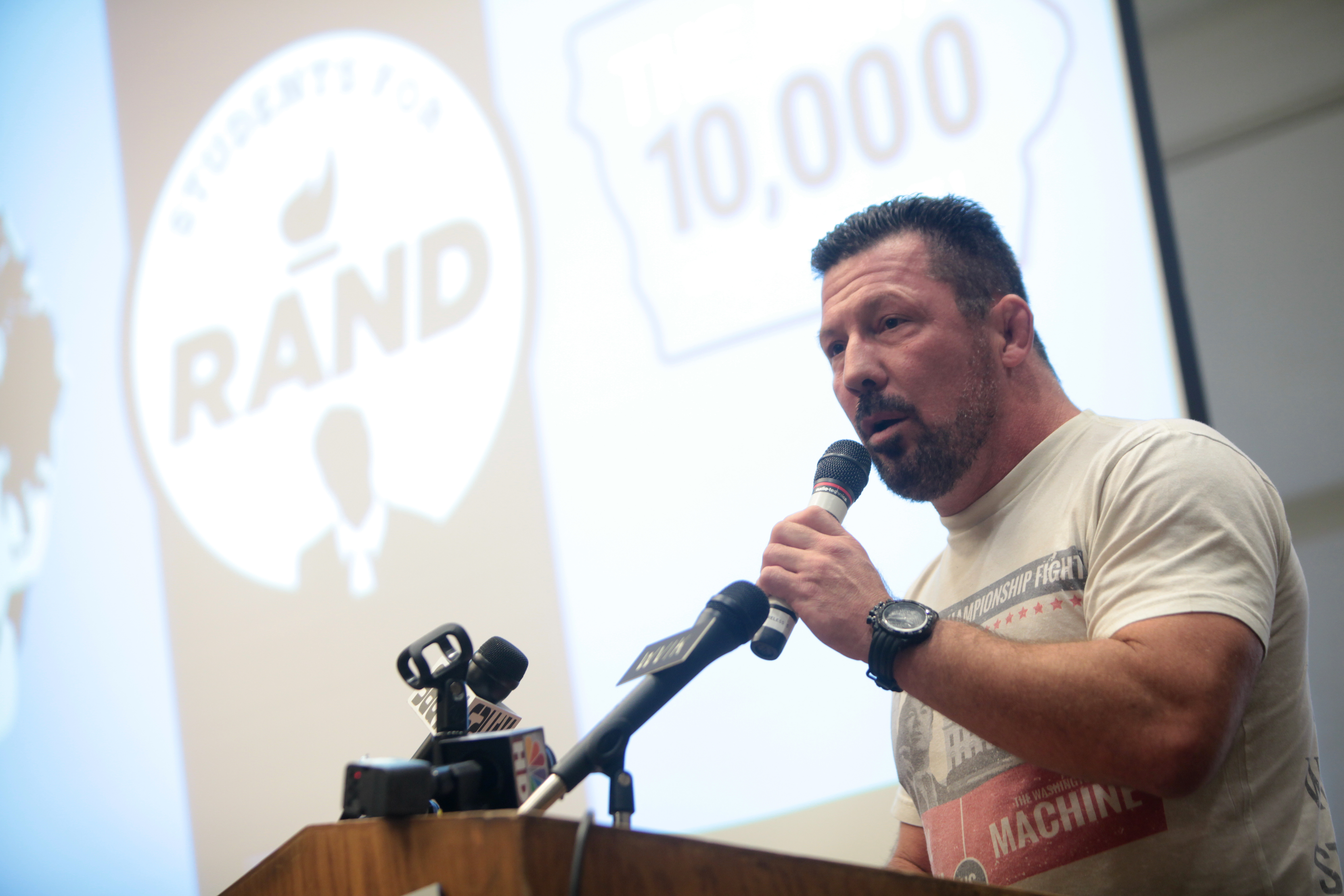
Выступление Милетича в Университете Сейнт-Эмброуз в Давенпорте, 2015 год

Завершив карьеру бойца, Милетич занялся тренерской работой и основал в Беттендорфе собственный зал единоборств Miletich Fighting Systems, названный им в честь своей системы. В разное время в этом зале тренировались такие известные бойцы как Мэтт Хьюз, Тим Сильвия, Дженс Пулвер, Робби Лоулер и др.
Милетичу и его тренировочному лагерю посвящена книга Джона Вертхейма Blood in the Cage: Mixed Martial Arts, Pat Miletich, and the Furious Rise of the UFC.

### Комментатор
В период 2009—2012 годов Милетич регулярно приглашался телеканалом Showtime в качестве эксперта для комментирования турниров бойцовской организации Strikeforce. Также комментировал турниры AXS TV Fights для телеканала ESPN.

### Личная жизнь
Женат, есть три дочери. Является масоном.

## Статистика в профессиональном ММА
| Боёв 38  | Побед 29 | Поражений 7 |
| -------- | -------- | ----------- |
| Нокаутом | 5        | 3           |
| Сдачей   | 18       | 3           |
| Решением | 6        | 1           |
| Ничьи    | 2        | 2           |

| Результат | Рекорд | Соперник          | Способ                       | Турнир                      | Дата             | Раунд | Время | Место               | Примечание                                      |
| --------- | ------ | ----------------- | ---------------------------- | --------------------------- | ---------------- | ----- | ----- | ------------------- | ----------------------------------------------- |
| Победа    | 29-7-2 | Томас Денни       | KO (удары руками)            | Adrenaline MMA 2            | 11 декабря 2008  | 2     | 0:50  | Иллинойс, США       |                                                 |
| Поражение | 28-7-2 | Рензу Грейси      | Сдача (гильотина)            | IFL 9                       | 23 сентября 2006 | 1     | 3:37  | Иллинойс, США       |                                                 |
| Поражение | 28-6-2 | Мэтт Линдлэнд     | TKO (удары руками)           | UFC 36                      | 22 марта 2002    | 1     | 3:09  | Невада, США         | Бой в среднем весе.                             |
| Победа    | 28-5-2 | Шоуни Картер      | KO (ногой в голову)          | UFC 32                      | 29 июня 2001     | 2     | 2:42  | Нью-Джерси, США     |                                                 |
| Поражение | 27-5-2 | Карлос Ньютон     | Сдача (удушение бульдога)    | UFC 31                      | 4 мая 2001       | 3     | 2:50  | Нью-Джерси, США     | Лишился титула чемпиона UFC в полусреднем весе. |
| Победа    | 27-4-2 | Кэнъити Ямамото   | Сдача (гильотина)            | UFC 29                      | 16 декабря 2000  | 2     | 1:58  | Токио, Япония       | Защитил титул чемпиона UFC в полусреднем весе.  |
| Поражение | 26-4-2 | Киёси Тамура      | Решение большинства          | Rings: Millennium Combine 3 | 23 августа 2000  | 2     | 5:00  | Иокогама, Япония    |                                                 |
| Победа    | 26-3-2 | Джон Алессио      | Сдача (рычаг локтя)          | UFC 26                      | 9 июня 2000      | 2     | 1:43  | Айова, США          | Защитил титул чемпиона UFC в полусреднем весе.  |
| Поражение | 25-3-2 | Жозе Ланди-Жонс   | TKO (остановлен секундантом) | WEF 8: Goin' Platinum       | 15 января 2000   | 1     | 8:00  | Джорджия, США       |                                                 |
| Победа    | 25-2-2 | Шоуни Картер      | Единогласное решение         | Extreme Challenge 27        | 21 августа 1999  | 1     | 20:00 | Айова, США          |                                                 |
| Победа    | 24-2-2 | Андре Педернейрас | TKO (остановлен врачом)      | UFC 21                      | 16 июля 1999     | 2     | 2:20  | Айова, США          | Защитил титул чемпиона UFC в полусреднем весе.  |
| Победа    | 23-2-2 | Клейтон Миллер    | Сдача (треугольник)          | Cage Combat 2               | 30 мая 1999      | 1     | 0:40  | Айова, США          |                                                 |
| Поражение | 22-2-2 | Ютаро Накао       | Сдача (треугольник)          | SuperBrawl 11               | 2 февраля 1999   | 1     | 9:22  | Гавайи, США         |                                                 |
| Победа    | 22-1-2 | Жоржи Патину      | Единогласное решение         | UFC 18                      | 8 января 1999    | 1     | 21:00 | Луизиана, США       | Защитил титул чемпиона UFC в полусреднем весе.  |
| Победа    | 21-1-2 | Майки Бёрнетт     | Раздельное решение           | UFC 17.5                    | 16 октября 1998  | 1     | 21:00 | Сан-Паулу, Бразилия | Выиграл титул чемпиона UFC в полусреднем весе.  |
| Ничья     | 20-1-2 | Дэн Северн        | Ничья                        | Extreme Challenge 20        | 22 августа 1998  | 1     | 20:00 | Айова, США          |                                                 |
| Победа    | 20-1-1 | Эл Бак            | Сдача (удушение)             | Midwest Shootfighting 1     | 27 июня 1998     | 2     | 2:49  | Айова, США          |                                                 |
| Победа    | 19-1-1 | Крис Бреннан      | Сдача (удушение плечом)      | UFC 16                      | 13 марта 1998    | 1     | 9:02  | Луизиана, США       | Выиграл турнир UFC 16 в полусреднем весе.       |
| Победа    | 18-1-1 | Таунсенд Сондерс  | Раздельное решение           | UFC 16                      | 13 марта 1998    | 1     | 15:00 | Луизиана, США       |                                                 |
| Победа    | 17-1-1 | Крис Бреннан      | Единогласное решение         | Extreme Challenge Trials    | 15 ноября 1997   | 1     | 10:00 | Айова, США          |                                                 |
| Ничья     | 16-1-1 | Крис Бреннан      | Решение большинства          | Extreme Challenge 9         | 30 августа 1997  | 1     | 20:00 | Айова, США          |                                                 |
| Победа    | 16-1   | Чак Ким           | Сдача (удушение сзади)       | Extreme Challenge 7         | 25 июня 1997     | 1     | 10:46 | Айова, США          |                                                 |
| Поражение | 15-1   | Мэтт Хьюм         | TKO (остановлен врачом)      | Extreme Fighting 4          | 28 марта 1997    | 1     | 5:00  | Айова, США          |                                                 |
| Победа    | 15-0   | Чед Кокс          | Сдача (удар рукой)           | Extreme Challenge 3         | 15 февраля 1997  | 1     | 1:48  | Айова, США          |                                                 |
| Победа    | 14-0   | Пол Кимбрел       | Сдача (рычаг локтя)          | Extreme Challenge 2         | 1 февраля 1997   | 1     | 5:13  | Айова, США          |                                                 |
| Победа    | 13-0   | Джейсон Николсон  | Единогласное решение         | SuperBrawl 3                | 17 января 1997   | 1     | 15:00 | Гавайи, США         |                                                 |
| Победа    | 12-0   | Эрл Лоукс         | Сдача (американа)            | Extreme Challenge 1         | 23 ноября 1996   | 1     | 7:00  | Айова, США          |                                                 |
| Победа    | 11-0   | Пэт Ассалоун      | Сдача (рычаг локтя)          | Brawl at the Ballpark 1     | 1 сентября 1996  | 1     | 4:01  | Айова, США          |                                                 |
| Победа    | 10-0   | Мэтт Андерсен     | Сдача (удары руками)         | Gladiators 1                | 26 июля 1996     | 1     | 5:21  | Айова, США          |                                                 |
| Победа    | 9-0    | Ясунори Мацумото  | TKO (остановлен врачом)      | QCU 2                       | 11 мая 1996      | 1     | 15:53 | Иллинойс, США       |                                                 |
| Победа    | 8-0    | Андрей Дудко      | Сдача (удушение сзади)       | BOTM 2                      | 10 февраля 1996  | 1     | 2:49  | Иллинойс, США       |                                                 |
| Победа    | 7-0    | Боб Голсон        | KO (удары руками)            | BOTM 2                      | 10 февраля 1996  | 1     | 2:20  | Иллинойс, США       |                                                 |
| Победа    | 6-0    | Рик Грейвсон      | Сдача (удушение сзади)       | BOTM 2                      | 10 февраля 1996  | 1     | 0:46  | Иллинойс, США       |                                                 |
| Победа    | 5-0    | Рик Грейвсон      | Сдача (удушение сзади)       | QCU 1                       | 20 января 1996   | 1     | 1:53  | Иллинойс, США       |                                                 |
| Победа    | 4-0    | Эд Макленнан      | Сдача (рычаг локтя)          | QCU 1                       | 20 января 1996   | 1     | 1:28  | Иллинойс, США       |                                                 |
| Победа    | 3-0    | Кевин Марино      | Сдача (удушение сзади)       | BOTM 1                      | 28 октября 1995  | 1     | 3:49  | Иллинойс, США       |                                                 |
| Победа    | 2-0    | Анджело Ривера    | Сдача (удушение сзади)       | BOTM 1                      | 28 октября 1995  | 1     | 1:40  | Иллинойс, США       |                                                 |
| Победа    | 1-0    | Ясунори Мацумото  | Сдача (удушение сзади)       | BOTM 1                      | 28 октября 1995  | 1     | 7:40  | Иллинойс, США       |                                                 |